# Sassofeltrio
Sassofeltrio (Sass Feltri in romagnolo, Sass Feltre in dialetto gallo-piceno) è un comune italiano di 1 399 abitanti della provincia di Rimini in Emilia-Romagna. In epoche passate fu denominato Sasso di Monte Feretro, o Sasso Feretrano, o ancora Sasso di Monte Feltro, secondo il racconto di Francesco di Giorgio Martini, che per incarico del duca di Urbino vi costruì la Rocca del Sasso di Monte Feltro.
Dal 17 giugno 2021 il comune di Sassofeltrio, assieme a quello di Montecopiolo, fa parte della provincia di Rimini in ottemperanza al referendum popolare del 24 e 25 giugno 2007 con il quale i cittadini chiesero il distacco dalla provincia di Pesaro e Urbino, nelle Marche.

## Geografia fisica

### Territorio
Il territorio comunale si estende nell'Appennino riminese, ed include un'exclave, identificabile nelle frazioni di Ca' Micci e Ca' Gostino, comprese tra lo stato di San Marino e i comuni di San Leo, Monte Grimano Terme e l'exclave Pieve Corena del comune di Verucchio.

## Storia
Nel 756 Pipino il Breve, re dei Franchi donò la Serra del Sasso al Beato Pietro. Nel 962 l'imperatore Ottone I concesse al cardinale Ulderico Carpegna il feudo del Sassum. Successivamente, la famiglia Malatesta di Rimini entrò in possesso del Castrum Saxi, che in documenti risalenti al 1232 e 1371 era ricompreso nella Signoria di Rimini. Il castello di Sassofeltrio ebbe un'importanza strategica per la politica espansionistica dei Malatesta fra il 1250 e il 1400, in cui vi furono l'annessione della Valconca e le guerre contro la famiglia Montefeltro di Urbino. Nel giugno 1463 il duca di Urbino Federico da Montefeltro espugnò e distrusse il castello dei Sasso in seguito ad un violento assedio. La rocca venne ricostruita e rafforzata da Francesco di Giorgio Martini, realizzando un innovativo baluardo a punta di lancia, descritto come triangulo tutto massiccio con offese per fianco. Il successivo duca Guidobaldo da Montefeltro, prima di essere esiliato, fece distruggere tutte le sue fortificazioni per non cederle a Cesare Borgia. Anche Lorenzo de' Medici fece abbattere altri castelli della zona nel 1519. Tuttavia, alcuni resti della Rocca dei Sasso rimasero in uso: il mastio ospitò infatti dal 1579 al 1819 la Sala Consiliare della Comunità. In seguito, la rocca feltresca venne definitivamente abbandonata, cadendo in rovina.
Con l'avvento del Regno napoleonico, Sassofeltrio fu comune del cantone di San Leo, nel distretto di Urbino, nel dipartimento del Metauro; nella distrettuazione definitiva del 1811 entrò a far parte del dipartimento del Rubicone, nel distretto di Rimini, insieme alla frazione di Gesso. All'atto della Restaurazione, fu comune soggetto al governatorato di Macerata Feltria, nella delegazione di Urbino e Pesaro. Nel riparto territoriale, in seguito al Moto proprio emanato dal pontefice Leone XII del 1827, risultava comunità soggetta al governatore di San Leo. Con l'unità d'Italia il comune entrò a far parte della provincia di Pesaro e Urbino, compreso nel mandamento di San Leo. Nel 1929 il comune di Sassofeltrio fu soppresso ed il suo territorio ripartito fra quelli di Pian di Castello (ora Mercatino Conca) e di Montegrimano. Fu ricostituito comune autonomo nel 1947.

### Simboli
Lo stemma e il gonfalone di Sassofeltrio sono stati concessi con decreto del presidente della Repubblica del 17 maggio 1986.
Il gonfalone è un drappo di azzurro.

## Società

### Evoluzione demografica
Abitanti censiti

## Amministrazione
| Periodo        | Periodo        | Primo cittadino   | Partito                                | Carica  | Note          |
| -------------- | -------------- | ----------------- | -------------------------------------- | ------- | ------------- |
| 23 giugno 1988 | 6 giugno 1993  | Loris Ceccolini   | Partito Comunista Italiano             | Sindaco | [ 12 ]        |
| 7 giugno 1993  | 27 aprile 1997 | Loris Ceccolini   | Alleanza democratica (Centro-sinistra) | Sindaco | [ 12 ]        |
| 28 aprile 1997 | 13 maggio 2001 | Sergio Gostoli    | Lista civica                           | Sindaco | [ 12 ]        |
| 14 maggio 2001 | 28 maggio 2006 | Sergio Gostoli    | Centro-destra                          | Sindaco | [ 12 ]        |
| 29 maggio 2006 | 15 maggio 2011 | Francesco Formoso | Lista civica                           | Sindaco | [ 12 ]        |
| 16 maggio 2011 | 5 giugno 2016  | Francesco Formoso | Progetto comune                        | Sindaco | [ 12 ]        |
| 6 giugno 2016  | 4 ottobre 2021 | Bruno Ciucci      | Progetto comune                        | Sindaco | [ 12 ] [ 13 ] |
| 4 ottobre 2021 | in carica      | Fabio Medici      | Insieme si può                         | Sindaco |               |

### Referendum e procedimento legislativo di aggregazione alla regione Emilia-Romagna
Il 24 e 25 giugno 2007 nel comune di Sassofeltrio, e contemporaneamente in quello di Montecopiolo, si tenne un referendum volto a consultare la popolazione sul distacco dei comuni dalla regione Marche e la contestuale aggregazione alla regione Emilia-Romagna, nell'ambito della provincia di Rimini, ai sensi dell'art. 132 della Costituzione. 
A Sassofeltrio si recarono alle urne 739 cittadini (58,05%) dei 1 273 aventi diritto. In 645 votarono per il sì (50,67% degli aventi diritto; 87,28% dei votanti). L'esito referendario venne approvato a norma dell'art. 45 della legge n. 352 del 25 maggio 1970 e fu regolarmente pubblicato in Gazzetta ufficiale.
L'art. 132 della Costituzione, che regola il distacco-aggregazione di comuni da una regione a un'altra, prevede inoltre che sia raccolto il parere dei consigli regionali interessati. Dopo la delibera unanime del consiglio provinciale di Rimini a favore della richiesta dei cittadini di Montecopiolo e Sassofeltrio, l'8 luglio 2008 fu la commissione Bilancio e affari istituzionali della regione Emilia-Romagna ad approvare la richiesta di parere favorevole avanzata da alcuni consiglieri. Il 17 aprile 2012 giunse anche il consenso del consiglio regionale dell'Emilia-Romagna.
Invece la regione Marche, nonostante ripetutamente interpellata dalla commissione affari costituzionali della Camera tra il 2014 e il 2015, si riservò di non dare il proprio parere. L'iter legis continuò nonostante il mancato parere della regione Marche.
Il disegno di legge di distacco-aggregazione dei due comuni è stato approvato alla Camera il 12 marzo 2019. Un mese dopo, il 16 aprile 2019, il consiglio regionale delle Marche ha emesso il proprio parere contrario.
Dopo 14 anni dal referendum, il 25 maggio 2021 il disegno di legge di distacco-aggregazione è stato approvato definitivamente al Senato. 
Secondo l'art. 3 della legge 28 maggio 2021 n. 84, il distaccamento dei comuni di Montecopiolo e Sassofeltrio dalla provincia di Pesaro e Urbino, nella regione Marche, e la contestuale aggregazione alla provincia di Rimini, nella regione Emilia-Romagna, sono avvenuti il 17 giugno 2021, giorno successivo a quello di pubblicazione della legge in Gazzetta ufficiale.

### Gemellaggi
- Caderzone Terme

## Sport

### Calcio
In paese c'era, in passato, la squadra calcistica della Pol. Valconca che aveva sede nella frazione Fratte e ha militato in Terza Categoria e in Seconda Categoria. Ora però l'attività è cessata.
Nel 2009 è stato fondato il Fratte United, militante nel campionato CSI sezione di Rimini. Al termine della stagione 2015-2016, la squadra è riuscita a centrare l'accoppiata coppa-campionato.